# Цзінь На (синхронна плавчиня)
Цзінь На (1 квітня 1976) — китайська синхронна плавчиня.
Учасниця Олімпійських Ігор 1996, 2000 років.